# Leucosfenite
La leucosfenite è un minerale.